# مبالوکو
مبالوکو (به لاتین: Mbaluko) یک منطقهٔ مسکونی در مالاوی است که در بخش سالیما واقع شده‌است.